# Нарцоле
Нарцоле (італ. Narzole, п'єм. Narsòle) — муніципалітет в Італії, у регіоні П'ємонт,  провінція Кунео.
Нарцоле розташоване на відстані близько 480 км на північний захід від Рима, 55 км на південь від Турина, 35 км на північний схід від Кунео.
Населення — 3425 осіб (2014).
Щорічний фестиваль відбувається 20 серпня. Покровитель — San Bernardo.

## Демографія
Населення за роками:

Станом на 1 січня 2023 року в муніципалітеті офіційно проживало 540 іноземців з 34 країн, серед них 154 громадяни країн Євросоюзу та 3 громадяни України.

## Сусідні муніципалітети
- Бароло
- Бене-Ваджіенна
- Кераско
- Ла-Морра
- Лекуїо-Танаро
- Новелло
- Сальмоур